# Pulse (álbum de Pink Floyd)
Pulse (estilizado como p.u.l.s.e) é um álbum duplo ao vivo da banda britânica Pink Floyd, lançado em 1995.
O álbum foi gravado durante a turnê de promoção de The Division Bell na Europa e nos Estados Unidos entre março e outubro de 1994. O álbum inclui uma versão ao vivo completa de The Dark Side of the Moon. P•U•L•S•E chegou a nº 1 na tabela da Billboard em junho de 1995 e foram-lhe atribuídos disco de ouro, platina e dupla platina em 31 de julho do mesmo ano. A cassete tem duas faixas extras, "One of These Days" e 22 minutos de música ambiente. No Brasil foram vendidas mais de 100 mil cópias e o álbum foi certificado com Disco de Diamante pela ABPD. O álbum apresenta, entre faixas de outros discos, todas as músicas do The Dark Side of the Moon.
Em julho de 2006 foi lançado em DVD, trazendo, além do show, inúmeros vídeos, fotos e entrevistas inéditas. O som foi remasterizado em Dolby 5.1.

## Faixas
| Disco 1        | Disco 1                                | Disco 1                                              | Disco 1                        | Disco 1 |
| N.º            | Título                                 | Compositor(es)                                       | Álbum                          | Duração |
| 1.             | "Shine On You Crazy Diamond(Part I-V)" | Compositor(es)                                       | Álbum                          | Duração |
| -------------- | -------------------------------------- | ---------------------------------------------------- | ------------------------------ | ------- |
| 1.             | "Shine On You Crazy Diamond(Part I-V)" | Roger Waters Richard Wright David Gilmour            | Wish You Were Here             | 13:34   |
| 2.             | "Astronomy Domine"                     | Syd Barrett                                          | The Piper At The Gates Of Dawn | 4:21    |
| 3.             | "What Do You Want From Me"             | David Gilmour Richard Wright Polly Samson            | The Division Bell              | 4:09    |
| 4.             | "Learning To Fly"                      | David Gilmour Anthony Moore Bob Ezrin Jon Carin      | A Momentary Lapse Of Reason    | 5:16    |
| 5.             | "Keep Talking"                         | David Gilmour Richard Wright Polly Samson            | The Division Bell              | 6:53    |
| 6.             | "Coming Back To Life"                  | David Gilmour                                        | The Division Bell              | 6:56    |
| 7.             | "Hey You"                              | Roger Waters                                         | The Wall                       | 4:39    |
| 8.             | "A Great Day For Freedom"              | David Gilmour Polly Samson                           | The Division Bell              | 4:31    |
| 9.             | "Sorrow"                               | David Gilmour                                        | A Momentary Lapse Of Reason    | 10:49   |
| 10.            | "High Hopes"                           | David Gilmour Polly Samson                           | The Division Bell              | 7:53    |
| 11.            | "Another Brick In The Wall" (Part 2)   | Roger Waters                                         | The Wall                       | 7:08    |
| Duração Total: | Duração Total:                         | Duração Total:                                       | Duração Total:                 | 1:15:50 |
| Disco 2        |                                        |                                                      |                                |         |
| N.º            | Título                                 | Compositor                                           | Álbum                          | Duração |
| 12.            | "Speak To Me"                          | Nick Mason                                           | The Dark Side Of The Moon      | 2:29    |
| 13.            | "Breathe"                              | Roger Waters David Gilmour Richard Wright            | The Dark Side Of The Moon      | 2:34    |
| 14.            | "On The Run"                           | David Gilmour Roger Waters                           | The Dark Side Of The Moon      | 3:48    |
| 15             | "Time"                                 | Nick Mason Roger Waters Richard Wright David Gilmour | The Dark Side Of The Moon      | 6:47    |
| 16.            | "The Great Gig In The Sky"             | Richard Wright Clare Torry                           | The Dark Side Of The Moon      | 5:52    |
| 17.            | "Money"                                | Roger Waters                                         | The Dark Side Of The Moon      | 8:54    |
| 18.            | "Us And Them"                          | Roger Waters Richard Wright                          | The Dark Side Of The Moon      | 6:58    |
| 19.            | "Any Colour You Like"                  | David Gilmour Nick Mason Richard Wright              | The Dark Side Of The Moon      | 3:21    |
| 20             | "Brain Damage"                         | Roger Waters                                         | The Dark Side Of The Moon      | 3:46    |
| 21.            | "Eclipse"                              | Roger Waters                                         | The Dark Side Of The Moon      | 2:37    |
| 22.            | "Wish You Were Here"                   | Roger Waters David Gilmour                           | Wish You Were Here             | 6:25    |
| 23.            | "Comfortably Numb"                     | Roger Waters David Gilmour                           | The Wall                       | 9:30    |
| 24.            | "Run Like Hell"                        | Roger Waters David Gilmour                           | The Wall                       | 8:36    |
| Duração Total: | Duração Total:                         | Duração Total:                                       | Duração Total:                 | 1:11:57 |

## Músicos
- David Gilmour - guitarra, voz
- Nick Mason - bateria e voz em Speak to me
- Richard Wright - teclado, voz
- Jon Carin - teclado, voz
- Guy Pratt - baixo, voz
- Gary Wallis - bateria, percussão
- Tim Renwick - guitarra, voz
- Dick Parry - saxofone
- Claudia Fontaine - coro
- Durga McBroom - coro
- Sam Brown - coro

### Vendas e certificações
| País          | Certificação | Vendas   |
| ------------- | ------------ | -------- |
| Brasil - ABPD | Diamante     | 150,000+ |